# Magdalena (New Mexico)
Magdalena is een plaats (village) in de Amerikaanse staat New Mexico, en valt bestuurlijk gezien onder Socorro County.

## Demografie
Bij de volkstelling in 2000 werd het aantal inwoners vastgesteld op 913.
In 2006 is het aantal inwoners door het United States Census Bureau geschat op 874, een daling van 39 (-4,3%).

## Geografie
Volgens het United States Census Bureau beslaat de plaats een oppervlakte van
16,1 km², geheel bestaande uit land. Magdalena ligt op ongeveer 2003 m boven zeeniveau.

## Plaatsen in de nabije omgeving
De onderstaande figuur toont nabijgelegen plaatsen in een straal van 72 km rond Magdalena.